# Pandalopsis longirostris
Pandalopsis longirostris är en kräftdjursart som beskrevs av M. J. Rathbun 1902. Pandalopsis longirostris ingår i släktet Pandalopsis och familjen Pandalidae. Inga underarter finns listade i Catalogue of Life.